# Cruz Germânica
A Ordem de Guerra da Cruz Germânica (em alemão: Der Kriegsorden Deutsches Kreuz), normalmente abreviada para Cruz Germânica ou Deutsches Kreuz foi instituída por Adolf Hitler em 28 de setembro de 1941. Tinha duas distribuições: em ouro por repetidos atos de bravura ou liderança militar; e em prata pelo distinto serviço de guerra não-combate - visível no aro que envolve a suástica). A Cruz Germânica em Ouro ficou acima da Cruz de Ferro de 1.ª classe , mas abaixo da Cruz de Cavaleiro da Cruz de Ferro, enquanto a Cruz Germânica em Prata ficou acima da Cruz de Mérito de Guerra de 1.ª classe com Espadas, mas abaixo da Cruz de Cavaleiro da Cruz de Mérito de Guerra com Espadas.

## História
Desde o início da Segunda Guerra Mundial, várias condecorações foram criadas na Wehrmacht, mas Hitler ainda achava que havia um espaço entre a Cruz de Ferro de 1.ª classe e a Cruz de Cavaleiro da Cruz de Ferro, e este espaço entre estas condecorações deveria ser ocupado por uma condecoração que reconhecesse feitos e atos de bravura.
Para fechar este espaço, foi criado pelo führer, em 28 de setembro de 1941, a Ordem de Guerra da Cruz de Cavaleiro da Cruz de Ferro (der Kriegsorden des Deutschen Kreuzes).
Esta condecoração foi desenhada pelo Professor Klein, de Munique, e recebeu este nome devido ao fato de que tecnicamente a suástica é uma cruz (a "cruz gamada"). A condecoração era entregue de duas formas distintas: a Cruz Germânica em Ouro (em alemão: Deutsches Kreuz in Gold) era entregue por bravura militar em face do inimigo; e a Cruz Germânica em Prata (em alemão: Deutsches Kreuz in Silber) entregue para os que se destacavam pela sua liderança ou ainda por atos que não estavam envolvidos diretamente em operações de combate.
As duas condecorações eram praticamente iguais, a única diferença que havia entre elas era o ramo de louros em volta da suástica. Esta condecoração deveria ser utilizada todas as vezes em que o soldado estivesse uniformizado, sendo fixada no lado direito da túnica.
Para preservar a integridade da condecoração original, eram feitas cópias oficiais de tecido (que nem sempre possuíam uma qualidade tão boa).
Durante toda a guerra foram entregues mais de 26 000 Cruzes Germânicas em Ouro e cerca de 2 500 Cruzes Germânicas em Prata. Assim como a Cruz de Ferro, em 1957 surgiu uma versão da Cruz Germânica desnazificada.